# 21775 Tsiganis
21775 Tsiganis (tên chỉ định: 1999 RC221) là một tiểu hành tinh vành đai chính. Nó được khám phá thông qua Chương trình nghiên cứu đối tượng gần Trái Đất của đài thiên văn Lowell ở Anderson Mesa Station ở Coconino County, Arizona, ngày 5 tháng 9 năm 1999. Nó được đặt theo tên Kleomenis Tsiganis, a scientist ở University of Thessaloniki.